# Norman Lear
Norman Milton Lear, född 27 juli 1922 i New Haven, Connecticut, död 5 december 2023 i Los Angeles, Kalifornien, var en amerikansk manusförfattare och TV-producent. Lear skapade och utvecklade många sitcoms under 1970-talet, däribland Under samma tak, Sanford and Son, Maude, Good Times och The Jeffersons. Han skrev även manus till bland annat filmen Skilsmässa på amerikanska (1967) och var med och producerade filmer som  Bleka dödens minut (1987) och Stekta gröna tomater på Whistle Stop Café (1991).

## Filmografi i urval
- 1963 – Slå på trumman bror (produktion)
- 1967 – Skilsmässa på amerikanska (manus och produktion)
- 1968–1979 – Under samma tak (TV-serie) (manus och produktion)
- 1971 – Operation fimpa (manus)
- 1972–1977 – Sanford and Son (TV-serie) (manus och produktion)
- 1972–1978 – Maude (TV-serie) (manus)
- 1974–1979 – Good Times (TV-serie) (manus och produktion)
- 1975–1984 – One Day at a Time (TV-serie) (manus)
- 1975–1985 – The Jeffersons (TV-serie) (manus)
- 1987 – Bleka dödens minut (exekutiv producent)
- 1991 – Stekta gröna tomater på Whistle Stop Café (exekutiv producent)
- 1992–1993 – Vita huset nästa? (TV-serie) (exekutiv producent)